# Łowicz Wałecki
Łowicz Wałecki (deutsch Alt Lobitz ) ist ein Dorf im Powiat Wałecki (Deutsch Kroner Kreis) der
polnischen Woiwodschaft Westpommern.

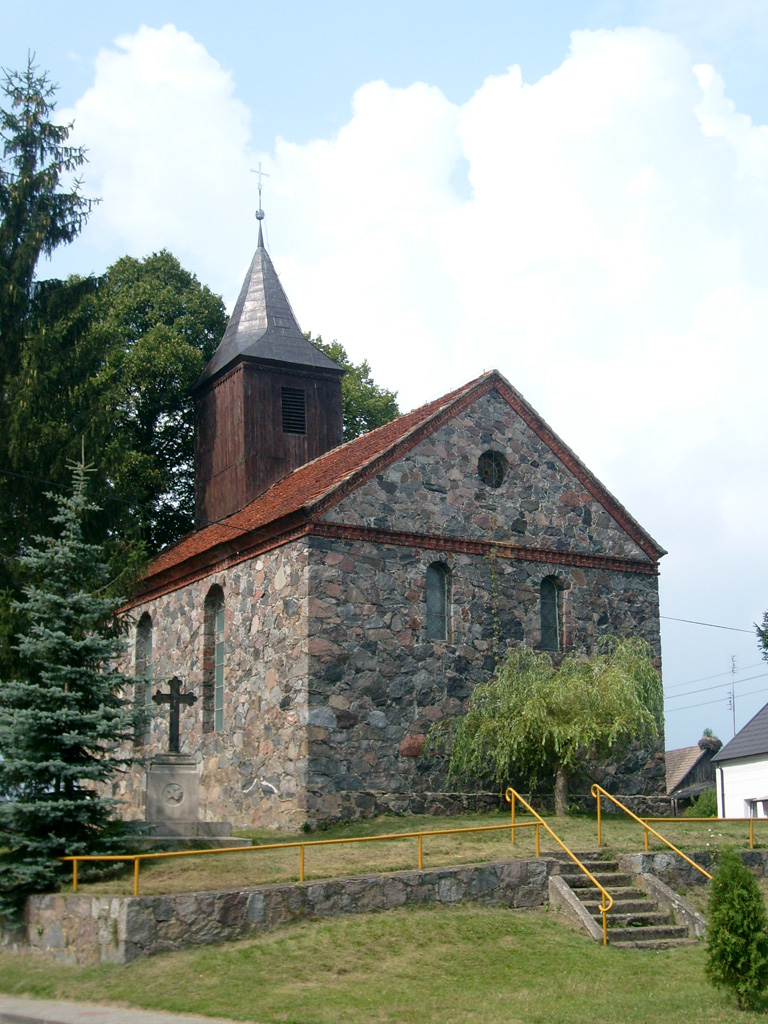
Dorfkirche, bis 1945 Gotteshaus der evangelischen Gemeinde Alt Lobitz (Aufnahme 2007)

## Geographische Lage
Das Kirchdorf liegt im Netzedistrikt des ehemaligen Westpreußen, am Lobitzer See, etwa 28 Kilometer westnordwestlich von Wałcz (Deutsch Krone) und vier Kilometer westlich von Mirosławiec (Märkisch Friedland).

## Geschichte
Ältere Ortsbezeichnungen sind Lobis (1337), Łowicz (1677), neupolnisch Łobice. Dem Ortsnamen soll das slawische Wort łow, für Jagd, zugrunde liegen.
Im Jahr 1896 wurden im Süden des Lobitzer Sees auf einem schmalen Landrücken, der die Alt Lobitzer Flur Baggen bildete, von dem Gutsbesitzer Kossahnke beim Pflügen Reste von Bestattungsurnen aus vorchristlicher Zeit freigelegt. Insgesamt wurden an der Stelle später zwölf Steinkistengräber gefunden; außer Leichenbrandresten enthielt eine Urne eine eiserne Schwanenhalsnadel mit Bronzekopf.
Alt Lobitz hatte früher zum Land Kallies gehört, das die Familie Wedel besessen hatte, bevor es 1374 an die in der Neumark ebenfalls reichlich begüterte Familie Güntersberg kam, die im 18. Jahrhundert ausstarb.
Durch die Gemarkung des Kirchdorfs Alt Lobitz verlief vor 1878 die Grenze zwischen den Kreisen Dramburg im Regierungsbezirk Köslin in der Provinz Pommern und Deutsch Krone im Regierungsbezirk Marienwerder in der Provinz Westpreußen, wodurch die Ortschaft zweigeteilt war. Der Anteil von Alt Lobitz im Dramburgischen Kreis war dem königlichen Domänenamt Balster zugeordnet, der Anteil im Deutsch Kroner Kreis dem Amt Märkisch Friedland. Durch das Gesetz vom 8. Februar 1878 sind die zum Kreis Dramburg gehörigen Gemeinden Alt Lobitz und Zadow sowie der Gutsbezirk Zadow mit zusammen 307 Einwohnern dem Kreis Deutsch Krone, Regierungsbezirk Marienwerder, zugelegt worden.
Um 1930 hatte Alt Lobitz drei Wohnstätten:
- Alt Lobitz
- Grünhofswalde
- Marienhof

Im Jahr 1945 gehörte Alt Lobitz zum Landkreis Deutsch Krone im Regierungsbezirk Grenzmark Posen-Westpreußen der preußischen Provinz Pommern des Deutschen Reichs. Alt Lobitz war dem Amtsbezirk Henkendorf zugeordnet.
Im Februar 1945 wurde Alt Lobitz von der Roten Armee besetzt. Nach Beendigung der Kampfhandlungen wurde die Region seitens der sowjetischen Besatzungsmacht zusammen mit ganz Hinterpommern und der südlichen Hälfte Ostpreußens – militärische Sperrgebiete ausgenommen – der Volksrepublik Polen zur Verwaltung überlassen. Es wanderten nun Polen zu. Alt Lobitz wurde unter der polnischen Ortsbezeichnung „Łowicz Wałecki“ verwaltet. In der Folgezeit wurde die einheimische Bevölkerung von der polnischen Administration aus Alt Lobitz vertrieben.

### Demographie
| Jahr | Einwohner | Anmerkungen |
| ---- | --------- | --- |
| 1783 | –         | adliges Dorf, im Netzedistrikt in Westpreußen, elf Feuerstellen (Haushaltungen), Kreis Krone                                                                                   |
| 1804 | –         | Dorfanteil mit 104 Einwohnern und 16 Feuerstellen (Haushaltungen) im Kreis Dramburg; der übrige Teil des Dorfs gehört zum Netzedistrikt                                        |
| 1818 | 366       | Dorf in zwei Anteilen, 138 Einwohner im zum Kreis Dramburg und 128 im zum Kreis Deutsch Krone gehörigen Anteil                                                                 |
| 1852 | 240       | [ 10 ] |
| 1864 | 483       | davon 187 im Kreis Deutsch Krone (181 Evangelische, sechs Katholiken) und 296 im Kreis Dramburg                                                                                |
| 1867 | 511       | am 3. Dezember, davon 203 im Kreis Deutsch Krone und 308 im Kreis Dramburg |
| 1871 | 488       | am 1. Dezember, davon 207 (201 Evangelische, sechs Katholiken) im Kreis Deutsch Krone und 281 im Kreis Dramburg und 281 (275 Evangelische, sechs Katholiken) im Kreis Dramburg |
| 1910 | 373       | am 1. Dezember, davon 370 Evangelische, ein Katholik, zwei Sonstige; keine Einwohner mit polnischer Muttersprache                                                              |
| 1925 | 430       | darunter 429 Evangelische und ein Katholik |
| 1933 | 376       | [ 16 ] |
| 1939 | 371       | [ 16 ] |